# جاك بار
جاك بار (بالفرنسية: Jacques Bar)‏ هو منتج أفلام فرنسي، ولد في 12 سبتمبر 1921 في شاتورو في فرنسا، وتوفي في 19 يناير 2009 في بولون-بيانكور في فرنسا.

## وصلات خارجية
- جاك بار على موقع IMDb (الإنجليزية)
- جاك بار على موقع ألو سيني (الفرنسية)
- جاك بار على موقع أول موفي (الإنجليزية)
- جاك بار على موقع قاعدة بيانات الأفلام السويدية (السويدية)
- جاك بار على موقع قاعدة بيانات الفيلم (الإنجليزية)
- جاك بار على موقع كينوبويسك (الروسية)